# مكنيل سميث
مكنيل سميث (بالإنجليزية: McNeill Smith)‏ هو محامي وسياسي أمريكي، ولد في 1918، وتوفي في 2011. حزبياً، نشط في الحزب الديمقراطي. وقد انتخب عضو مجلس ولاية كارولاينا الشمالية وانتخب عضو مجلس نواب كارولينا الشمالية.